# Rudolf Agricola

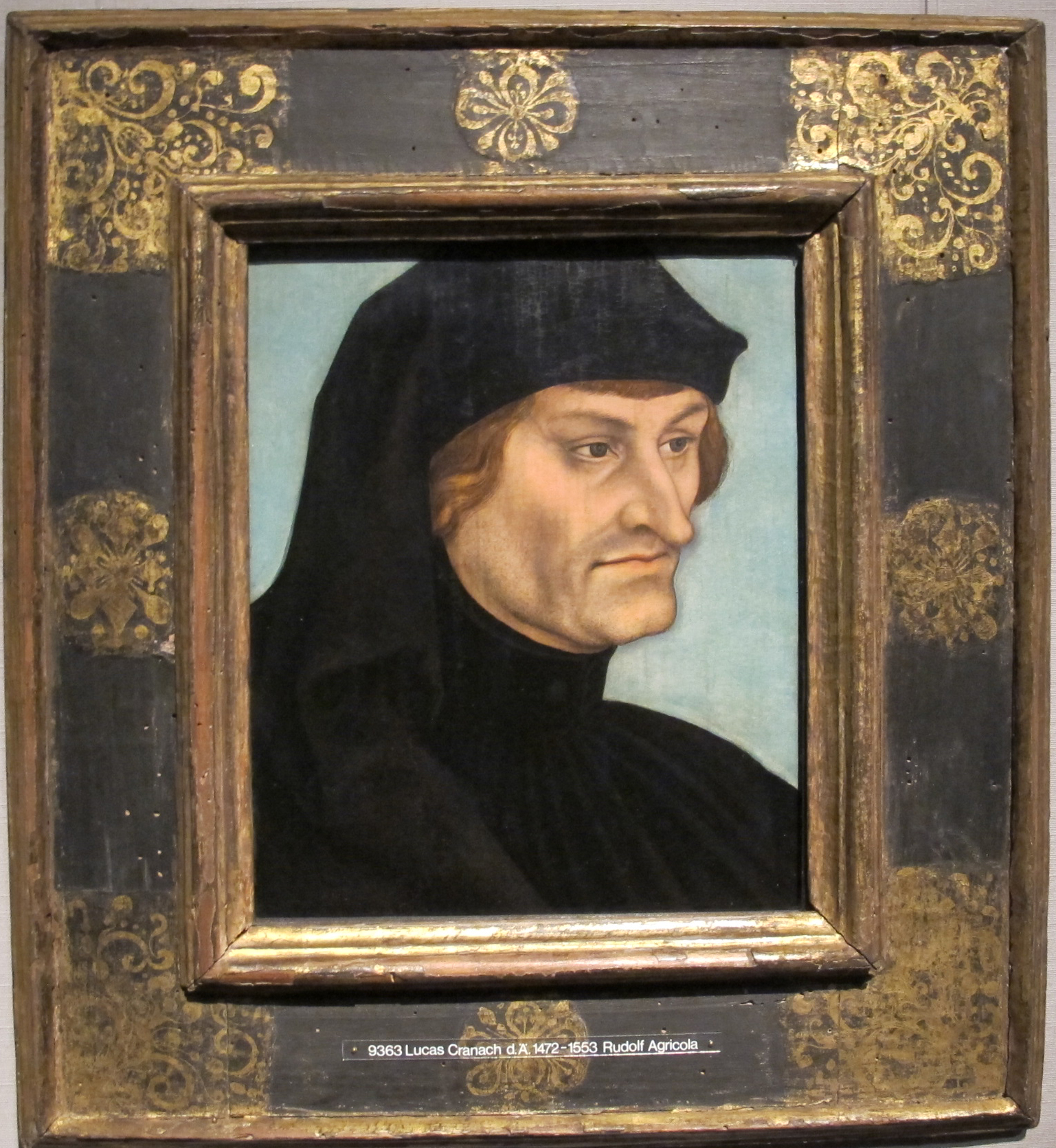
Agricola door Lucas Cranach

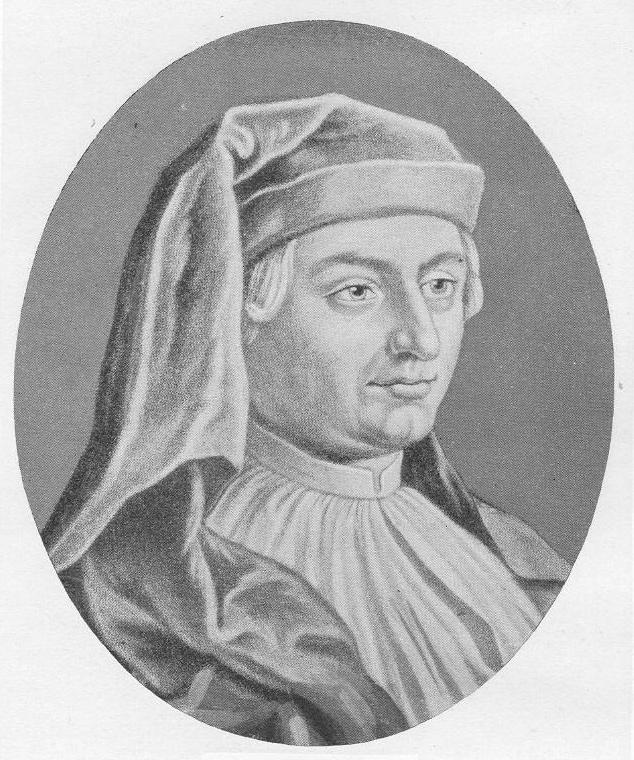
Rudolf Agricola

Rudolf Agricola (ook Rodolphus Agricola Phrisius), eigenlijk Roelof Huesman of Huisman [met variaties] (Baflo, 23 augustus 1443 — Heidelberg, 27 oktober 1485), was een van de belangrijkste vroeg-humanistische geleerden van de noordelijke Lage Landen.

## Leven en werk
Roelof Huesman werd geboren nabij Baflo. Zijn vader Hendrik Vries was persona van Baflo, en werd ongeveer 6 maanden na de geboorte van Roelof, op 17 februari 1444, benoemd tot abt van het Klooster Selwerd. De door Agricola zelf aangehouden geboortedatum van 17 februari 1444 is om die reden vermoedelijk niet zijn echte geboortedatum. De toevoeging Phrisius identificeert hem als een Fries.
Zijn moeder Zycka Huesman, een dochter van een rijke landeigenaar, trouwde later met Sicko Schroeder, een kleermaker. Bij hem kreeg ze nog twee zonen (Johannes en Hendrik) en een dochter. Hij studeerde te Erfurt, Keulen, Leuven, Pavia en Ferrara. Daarna verbleef hij in Ferrara aan het hof van hertog Ercole d'Este. Zijn opleiding werd betaald door het klooster van Selwerd, waar zijn vader abt was.
In 1479 keerde Agricola terug naar de stad Groningen, waar hij secretaris van de stad werd. Toch bleef hij veel reizen. Tijdens de winter van 1481/1482 was hij de vertegenwoordiger van de stad Groningen aan het hof van keizer Maximiliaan I. Ergens in deze jaren heeft Erasmus in Deventer een lezing van hem bijgewoond, die hij later als een van de hoogtepunten uit zijn leven omschreef.
Op 2 mei 1484 kwam Agricola aan te Heidelberg, op uitnodiging van Johann von Dalberg, bisschop van Worms en kanselier van Philipp de Edelmoedige, graaf van de Palts (1476-1508). Te Heidelberg bestudeerde hij het Hebreeuws onder begeleiding van een bekeerde jood en gaf les aan belangstellenden. De latere “poeta laureatus” Conrad Celtis behoorde tot zijn leerlingen. Na een reis naar Rome overleed hij in 1485 in Heidelberg.
Agricola schreef in een soepel Neolatijn, beheerste het Grieks uitstekend en leerde tegen het einde van zijn leven Hebreeuws om de Psalmen in hun oorspronkelijke taal te kunnen lezen; hij tekende, componeerde muziek voor fluit en speelde orgel; hij was zeer geïnteresseerd in zang. Van de liederen op Middelnederlandse tekst die hij heeft gecomponeerd en waarvan onder meer de briefwisseling met componist Jacobus Barbireau en opmerkingen van latere auteurs getuigenis afleggen, is echter niets bewaard gebleven. Hij was eveneens ontwerper van orgels, waaronder het orgel van de Martinikerk te Groningen.
Hij nam deel aan de zogenaamde Aduarder kring van humanistisch ingestelde geleerden, die onder leiding van abt Hendrik van Rees (abt van 1449 tot aan zijn dood op 1 december 1485) samenkwamen in het Cisterziënzer St Bernardusklooster te Aduard, ca. 9 km buiten Groningen.
Hij stond, ook in Italië, bekend als een uitstekend redenaar en was daarnaast een fervent bokser.
Agricola vertaalde talrijke Griekse werken in het Latijn. Hij was een van de eersten ten noorden van de Alpen die het antieke Grieks beheerste. De kennis van die taal was beperkt tot een handjevol geleerden, waaronder Nicolaus Cusanus, Wessel Gansfort, Regiomontanus, Adolphus Occo, Alexander Hegius van Deventer, Johannes Reuchlin, Conrad Celtis, Willibald Pirckheimer en Desiderius Erasmus. Hij zette zich in voor de studie van de antieke Hebreeuwse, Griekse en Latijnse cultuur. 
Zijn magnum opus, de De inventione dialectica (1479) (“Over de dialectische denkmethode”) werd in 1539 in drie delen gedrukt. In hetzelfde jaar bezorgde Alardus van Amsterdam een bloemlezing uit zijn geschriften onder de titel Rudolphi Agricolae lucubrationes (“Rudolph Agricola’s overpeinzingen”). Agricola leerde later in zijn leven Hebreeuws en was van plan zich verder aan Bijbelstudies te wijden, met name de onvertaalde psalmen uit het Oude Testament, toen hij op 42-jarige leeftijd overleed.

## Betekenis en invloed
Rudolf Agricola was de grondlegger van het humanisme in Noord-Europa. Hij introduceerde er de Italiaanse methoden van humanistische tekstbehandeling en gebruikte zijn aanzien om anderen te inspireren tot studie van het klassieke Latijn en Grieks en tot beoefening van de nieuwe kritische filologie. Er verschenen diverse levensbeschrijvingen van hem, onder meer in de Adagia van Erasmus, als uitweiding bij het spreekwoord 'Wat heeft een hond met een bad te maken' (I.4.39). De Rotterdamse humanist, die Agricola in 1484 nog een voordracht had horen houden, wees hem aan als fons et origo (De bron en oorsprong).

## Bijnaam
Agricola werd in zijn tijd Frisii soli spes decusque (Latijn: hoop en sieraad van de Friese bodem) genoemd. De aanduiding Fries sloeg in die periode niet alleen op de huidige provincie Friesland. Phrisia ofwel Friesland behelst delen van tegenwoordig Noord-Holland, Friesland, Groningen en Noord-Duitsland.

## Varia

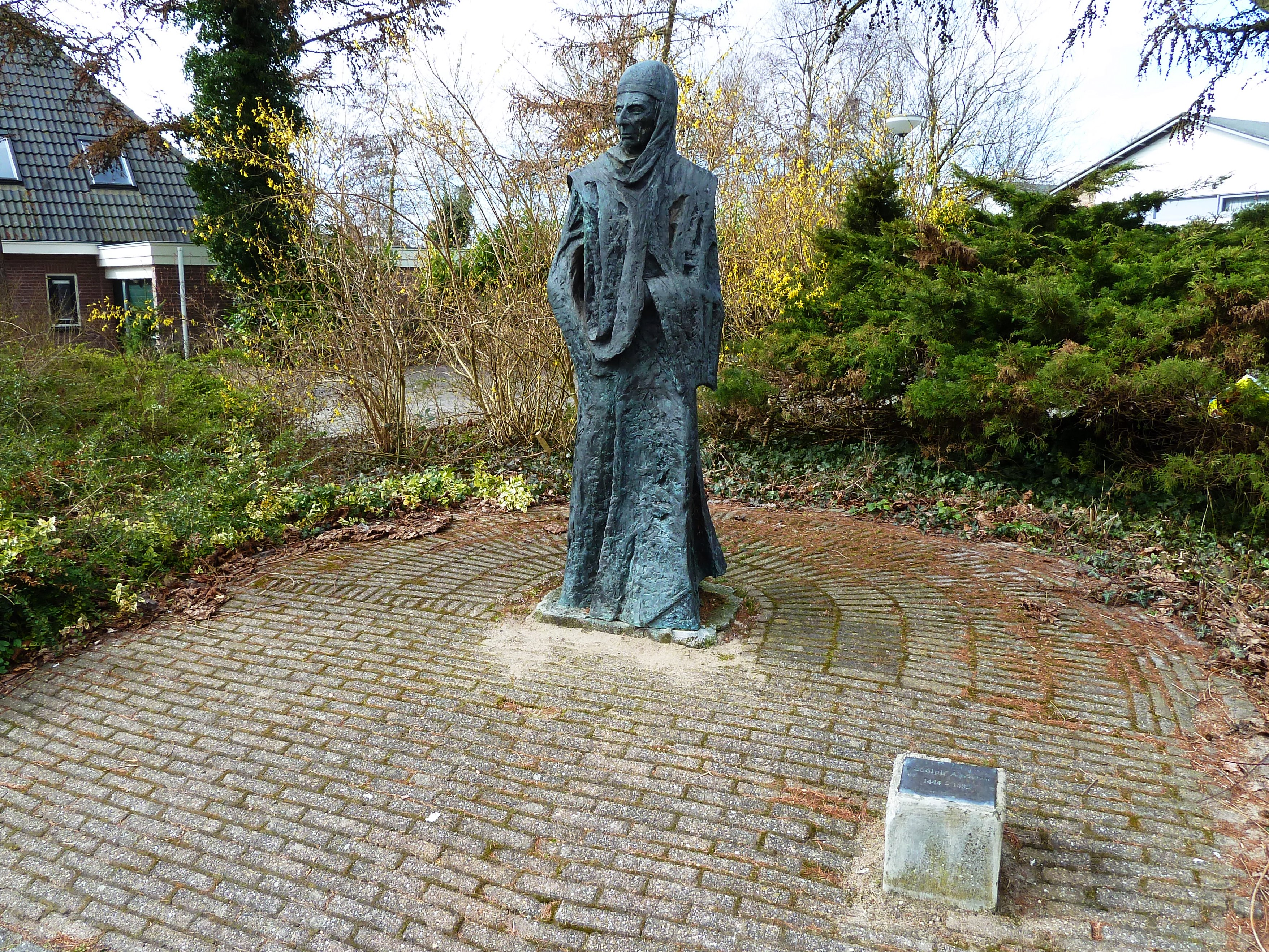
Standbeeld van Agricola in Baflo

- In verschillende steden zijn er straten naar Agricola genoemd, zoals in Sittard, Groningen, Aduard, Nijmegen en Amsterdam. De naam Agricola wordt door de plaatselijke bevolking soms uitgesproken met de klemtoom op "-co-".
- In Baflo staat een standbeeld van Agricola.
- Agricola staat aan de basis van de legende dat de Hollanders afstammen van de door Tacitus geloofde Batavieren.[2]
- De Rudolf Agricola School for Sustainable Development is de netwerkorganisatie van de Rijksuniversiteit Groningen op het gebied van duurzame ontwikkeling. De School is een van de vier Schools van de Rijksuniversiteit Groningen.

## Tekstuitgaven
- Rodolphus Agricola, De inventione dialectica. Lucubrationes, (facsimile van de editie Keulen: Gymnich, 1539) Nieuwkoop: De Graaf, 1967.
- Rudolf Agricola, De inventione dialectica libri tres / Drei Bücher über die Inventio dialectica, Kritisch herausgegeben von Lothar Mundt, Tübingen: Niemeyer, 1992.
- Rodolphe Agricola, Écrits sur la dialectique et l'humanisme. Choix de textes, introduction, édition, traduction et notes par Marc van der Poel, Paris: Champion, 1997.
- Rudolph Agricola, Letters, ed. and transl. Adrie van der Laan, Fokke Akkerman, Assen: Van Gorcum, 2002.
- Rudolph Agricola, Six Lives and Erasmus's Testimonies, ed. and transl. Fokke Akkerman, Assen: Van Gorcum, 2012.